# Henri Gil-Marchex
Henri Gil-Marchex, pseudonyme d'Henri Émile Alphonse Gilles, est un pianiste et compositeur français, né le 16 décembre 1892 à Saint-Georges-d'Espéranche et mort le 22 novembre 1970 à Boulogne-Billancourt. 

## Biographie
Henri Émile Alphonse Gilles naît le 16 décembre 1892 à Saint-Georges-d'Espéranche (Isère).
Il fait ses études au Conservatoire de Paris, où il est élève de Louis Diémer, et obtient un 1er prix de piano en 1911. Il travaille ensuite avec Lucien Capet et Alfred Cortot,.
Il fait d'abord carrière comme concertiste sous le nom d’Henri Gilles, avant d'adopter le pseudonyme d'Henri Gil-Marchex après son mariage en 1918 avec l’artiste peintre Jeanne Marie Alice Marcheix.
Comme interprète, il fait des tournées en Europe, en Russie et au Japon et joue nombre d'œuvres modernes dans divers festivals européens. Il est notamment un interprète privilégié de la musique de son ami Maurice Ravel.
Comme pédagogue, Henri Gil-Marchex enseigne à l'École normale de musique de Paris entre 1927 et 1930. Il publie des articles de critique musicale dans le journal Paris-Soir entre 1935 et 1939.
En 1939, il est nommé chevalier de la Légion d'honneur,.
En 1953, il est nommé directeur du Conservatoire de Poitiers,. 
Comme compositeur, Henri Gil-Marchex est l'auteur de plusieurs pièces pour piano, dont Deux Images du vieux Japon, Les Nuits de Tokyo ou Suite burlesque, de partitions de musique de chambre, de mélodies et d'œuvres pour orchestre.
Il meurt le 22 novembre 1970 à Boulogne-Billancourt.